# Автомагистрала А1 (Италия)
Автомагистрала А1 на Република Италия (на италиански: Autostrada A1 или Autostrada del Sole) е транспортен коридор, който свързва Милано с Неапол. Открит е през 1964 година, като тогава е бил най-дългият път на света. Магистралата пресича Апенинските планини и разделя вертикално Италия. Преминава през градовете Парма, Модена и Рим.

## История
Първата копка, по разработването на магистралата, е направена на 27 март 1956 г. На 7 декември 1958 г. е открита първата отсечка, която свързвала Милано с Парма, а през 1964 г. пътят е завършен до Рим. Тогавашната магистрала от Сан Касарео с Неапол била съединена с А1 и по този начин общата площ на автомагистралата достига 757 км. Пътят преминава през регионите Ломбардия, Емилия-Романя, Тоскана, Умбрия, Лацио и Кампания.